# Hrvatska elektroprivreda
Hrvatska elektroprivreda (skr. HEP) je hrvatska državna elektroenergetska tvrtka, koja se bavi proizvodnjom, prijenosom i distribucijom električne energije te opskrbom kupaca toplinom i distribucijom plina.  

## HEP grupa
Hrvatska elektroprivreda organizirana je u obliku koncerna kao grupacija povezanih društava u HEP grupu. HEP grupa je prema godišnjem prihodu treća tvrtka u Hrvatskoj s 10,82 milijarde kuna u 2007. godini, a zapošljava 14.200 radnika.[nedostaje izvor] Vladajuće društvo (matica) HEP grupe je HEP d.d., koje obavlja funkciju korporativnog upravljanja i jamči uvjete za sigurnu i pouzdanu opskrbu kupaca električnom energijom. Unutar HEP grupe jasno su odvojena (upravljački, računovodstveno i pravno) društva koja obavljaju regulirane djelatnosti (prijenos i distribucija) od nereguliranih djelatnosti (proizvodnja i opskrba). Početkom srpnja 2013. provedene su statusne promjene HEP Operatora prijenosnog sustava (sada: Hrvatski operator prijenosnog sustava d.o.o., skraćeno HOPS d.o.o.) radi razdvajanja prema ITO modelu u skladu sa Zakonom o tržištu električne energije i odlukom Skupštine HEP-a d.d. o odabiru modela „neovisnog operatora prijenosa“

## Proizvodnja
HEP grupa raspolaže s 4.000 MW instalirane snage za proizvodnju električne energije i 974 MW snage za proizvodnju topline. HEP upravlja i s 25 hidroelektrana i osam termoelektrana. HEP je suvlasnik i Nuklearne elektrane Krško u Sloveniji. Iz postojećih izvora (uz NE Krško i TE Plomin) u hrvatskom elektroenergetskom sustavu moguće je proizvesti približno 14,5 TWh električne energije, a za pokrivanje ukupne godišnje potrebe kupaca u Hrvatskoj iz uvoza se nabavlja daljnjih 2 TWh. 
HEP Proizvodnja proizvodi električnu energiju u 25 hidroelektrana organiziranih u tri proizvodna područja (Sjever, Zapad, Jug), u samostalnom pogonu HE Dubrovnik, te u 4 termoelektrane, a u tri termoelektrane-toplane se u spojenim proizvodnim procesima proizvodi električna i toplinska energija.
Iz postojećih izvora HEP proizvodi 9.801 GWh električne energije te 2.255 GWh topline. U 2007. godini, hidroelektrane HEP Proizvodnje proizvele su 5.979 GWh, a termoelektrane 3.860 GWh. U TE Plomin 2 je proizvedeno 1.403 GWh.
Osim HEP Proizvodnje, električnu energiju u HEP grupi proizvodi TE Plomin d.o.o., društvo u suvlasništvu HEP-a d.d. i RWE Power, koje upravlja termoelektranom snage 210 MW. HEP d.d. je suvlasnik i Nuklearne elektrane Krško u Republici Sloveniji.
HEP Obnovljivi izvori energije d.o.o. bave se pripremom, izgradnjom i korištenjem obnovljivih izvora energije (vjetar, biomasa, Sunčeva energija, mali vodotoci, geotermalne vode i dr.).

## Opskrba
U Hrvatskoj ima više od 2,3 milijuna kupaca, odnosno mjernih mjesta za isporučenu električnu energiju. Za opskrbu tarifnih kupaca zadužen je HEP Operator distribucijskog sustava d.o.o., dok je u opskrbi povlaštenih kupaca, HEP Opskrba d.o.o. izložena konkurenciji ostalih elektroprivrednih subjekata na tržištu.

## Ostale energetske djelatnosti
HEP Trgovina d.o.o. obavlja djelatnosti kupnje i prodaje električne energije, optimiranja rada elektrana te trgovinskog posredovanja na domaćem i inozemnom tržištu.
HEP-Toplinarstvo d.o.o. bavi se proizvodnjom, distribucijom i opskrbom toplinskom energijom, a djeluje na području gradova Zagreba, Osijeka i Siska te dijela Zagrebačke županije.
HEP-Plin d.o.o. prirodnim plinom opskrbljuje kupce na području Osječko-baranjske, Požeško-slavonske i Virovitičko-podravske županije.
HEP-ESCO d.o.o. tvrtka je za pružanje usluga u energetici koja razvija, izvodi i financira tržišno utemeljene projekte energetske učinkovitosti.
Ostale djelatnosti
APO d.o.o. usluge zaštite okoliša konzultantska je i inženjering tvrtka specijalizirana za poslove zaštite okoliša, a osobito za poslove s opasnim i radioaktivnim otpadom te radioaktivnim materijalom.
HEP Nastavno-obrazovni centar, Velika, obrazovna je ustanova koja, uz stručno osposobljavanje i usavršavanje za rad pod naponom, provodi programe srednjoškolskog obrazovanja odraslih te organizira stručna savjetovanja, seminare i tečajeve.
Društvo HEP Odmor i rekreacija d.o.o. za pružanje turističke i ugostiteljske usluge te organiziranje športsku rekreaciju za radnike HEP grupe.

## Spomen
Dan Hrvatske elektroprivrede obilježava se 28. kolovoza, u spomen na taj dan 1895. godine, kada je u pogon puštena Hidroelektrana Krka te je proradio prvi cjeloviti elektroprivredni sustav na tlu Hrvatske.